# Fodor Artur (kürtművész)
Fodor Artur (Vásárosszentgál, 1926. június 19. – 2022. május 5.) a Magyar Érdemrend Lovagkeresztjével kitüntetett kürtművész, a Magyar Rádió örökös tiszteletbeli tagja.

## Élete
Gyerekként a pécsi székesegyház kórusában énekelt, majd a Ciszterci Rend Nagy Lajos Gimnáziuma tanulója lett. Az iskolai fúvószenekarban trombitált, majd a pécsi egyetemi zenekarban is játszott, ahol 1943-tól kürtösként is működött. 1945 szeptemberétől a Zeneakadémia növendéke.
1949-től a Rádiózenekar tagja, miközben a Postás Zenekarban és a Honvéd Művészegyüttesben is játszik.
1950-ben feleségül vette Wanka Ildikó hegedűművészt.
1951-ben - tévedésből - kitelepítették.
1956-ban a forradalom alatt a Rádió munkástanácsának tagja lett.
2017. március 15-én megkapta a Magyar Érdemrend Lovagkeresztje kitüntetést.

## Díjai, elismerései
- A Magyar Érdemrend lovagkeresztje – polgári tagozat (2017)